# Hilda López
Hilda López (Montevideo, Uruguay, 29 de setiembre de 1922 - Ib., 2 de junio de 1996) fue una artista uruguaya destacada por su producción pictórica y por su compromiso con la cultura y la expresión artística de su país.

## Biografía
Nació en Montevideo en 1922 y ese mismo año su familia se instaló en Mataojo, Departamento de Lavalleja, para atender los negocios de su padre en esa localidad.
En 1941 ingresó a la Escuela de Artes Plásticas de la Universidad del Trabajo en Montevideo, donde recibió lecciones de pintura con Manuel Rosé y de grabado con Guillermo Rodríguez. En 1952 ingresó al taller de Vicente Martín y en 1958 comenzó a trabajar con Lino Dinetto, afianzando su formación artística.
En 1946 se casó con Alberto Angenscheidt con quien tuvo dos hijos, Eduardo y Virginia.
En 1960 realizó su primera exposición individual en la Galería Zaffaroni. A partir de ese momento participó en numerosas exposiciones y recibió premios oficiales por sus obras que pasaron a integrar colecciones públicas del país.

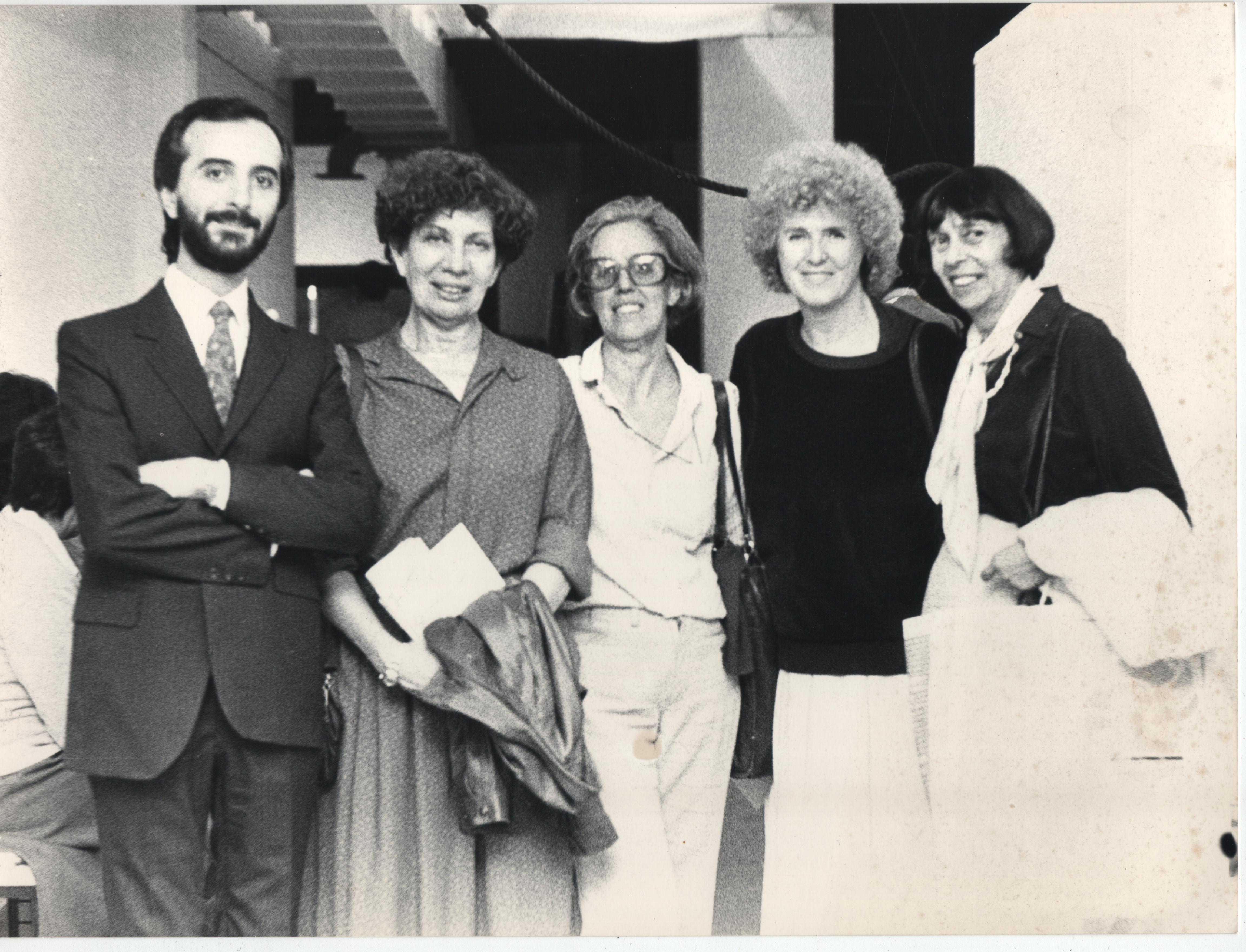
Hilda López, al centro, rodeada por Ricardo Casas, Katusha Sánchez, Linda Kohen y Eva Olivetti. Galería Cinemateca, 1993.

La presencia en Montevideo del escultor español Jorge Oteiza tuvo gran influencia en su trabajo. Sus teorías sobre la estética del vacío y el informalismo de Romero Brest, impulsaron a Hilda a alcanzar un universo plástico propio. Su serie “Streets and inlets of Montevideo”, expuesta en Washington en 1961, recibió una elogiosa crítica de Frank Getlein en The Sunday Star.
En 1964 viajó a Portugal acompañando una exposición de artistas uruguayos, donde permaneció un tiempo y tuvo una tormentosa relación sentimental con el pintor portugués Henriques Tavares. Al terminar la relación, regresó a Montevideo.
En 1965 integró el envío uruguayo a la Bienal de San Pablo. Su actividad social y política fue intensa, participó en la ocupación del Subte Municipal en protesta por la designación de representantes del Salón Municipal de Artes Plásticas y en 1972 intervino en la reconstrucción de la Seccional 20 del Partido Comunista en el barrio Paso Molino.
En 1973, clausurados por el gobierno de facto los cursos oficiales de formación artística, comenzó a dar clases. Su taller, así como los de Guillermo Fernández, Nelson Ramos y Hugo Longa, resistieron en tiempos difíciles y fueron determinantes en la formación de la siguiente generación de artistas uruguayos, consiguiendo la continuidad del proceso artístico nacional durante el período dictatorial.
En 1986 realizó un mural en piedra y cemento en homenaje a las víctimas de la dictadura en la Sede Central del Partido Comunista del Uruguay.

## Obra
La obra de Hilda López se caracteriza por su gran dominio de recursos técnicos utilizados con versatilidad en composiciones expresionistas de denuncia y testimonio de su tiempo.
Las series realizadas por la artista, marcan el tiempo que vivía su país. Grafías (1963) muestra su destreza y temperamento en tinta sobre papel. Retratos y Coral (1978), trabajos en óleo y carbonilla, retratos de amigos y colegas, emblemáticos simbólicamente. Los Adioses (1978) muestra maletas abandonadas que evocan la melancolía del desarraigo provocado por el exilio. Pueblos (1981) denota el vacío humano y Campo (1983) las penurias sociales del interior del país. El problema principal es la pobreza (1988) redondea una secuencia testimonial del doloroso período de la dictadura militar en su país.
La serie realizada en 1962 sobre lienzos de gran formato utilizando tinta de planograf, empasta en expresivo gesto su intención creadora. Con gran oficio en el dibujo, sus trabajos sobre papel, utilizando tinta sobre papel con plumín, caña de arroz, pincel o espátula, fue definida por la propia artista como "un entendimiento con el espacio". El carácter ambiguo entre figuración y abstracción que registran sus obras generan espacios evocativos de melancolía, desarraigo y reflexión.
Refiriéndose a su impronta compositiva, decía: “esta historia de mi entendimiento con el espacio, algo que es profundamente mío. El “espacio” era lo que yo había vivido en el campo. …Para mí siempre es el problema espacial. Los espacios desnudos, receptivos, “bloqueados” si se quiere (si no, el espacio no vive), que terminan por abrirse paso en una salida que le proporciona movimiento al estático resto”.
Una de sus obras más conocidas, Autorretrato con golilla roja, realizada en 1978 y actualmente parte del acervo del Museo Nacional de Artes Visuales, se define en su expresiva composición por la mancha roja cortante de la golilla, sobre el monocromatismo de la figura. El clima simbólico de la obra refleja la situación que vivía su país en ese momento. En las series Los Adioses y Pueblos, su gestualidad informalista se transforma en sutileza y sugerencia de línea, su obra transita la frontera entre figuración y abstracción, con una paleta de colores asordinados, casi monocromática, que alude a la opresión, la cárcel, el exilio y el miedo al que estaba sometida la sociedad uruguaya en tiempos de dictadura.

## Exposiciones
- 1959: XXIII Salón Nacional y XI Salón Municipal.
- 1960: Exposición individual en Galería Zaffaroni.
- 1961: Premio Arcobaleno, Punta del Este.
- 1961: Instituto Di Tella, Buenos Aires.
- 1961: Pan American Union, Chicago.
- 1962: Primera Bienal de Córdoba, Argentina.
- 1962: Algunos pintores abstractos, Centro de Artes y Letras.
- 1963: Grafías 63, Amigos del Arte, Montevideo.
- 1963: Expone junto a María Freire y Amalia Nieto en el Círculo de Bellas Artes.
- 1964: 7 artistas de Uruguay, Galería Divulgaçao, Lisboa, Portugal.
- 1965: Bienal de San Pablo, Brasil.
- 1965: Galería Sudarmericana, New York.
- 1966: Centro Uruguayo de Promoción Cultural, Galería de la Ciudadela, Montevideo.
- 1967: Galería U, Montevideo.
- 1969: Urbanismo, Galería Portón de San Pedro, Montevideo.
- 1976: Galería Álcali, Montevideo.
- 1978: Retratos, Alianza Francesa, Montevideo.
- 1979: Los Adioses, Cinemateca Uruguaya.
- 1981: Pueblos, Galería Latina, Montevideo.
- 1983: Campo, Galería Latina, Montevideo.
- 1988: Retrospectiva en Cátedra Alicia Goyena, Montevideo.
- 1988: El problema principal es la pobreza, instalación en Cinemateca Uruguaya.
- 1991: Rostros, Rastros, Restos, Galería Latina, Montevideo.

## Premios
Entre los premios que recibió se destacan:
- Premio adquisición XII Salón Municipal, Montevideo (1960).
- Premio adquisición XIII Salón Municipal, Montevideo (1961).
- Premio adquisición XIV Salón Municipal, Montevideo (1962).
- Premio adquisición XV Salón Municipal, Montevideo (1967).